# Superfície Modulada nº 4
Superfície Modulada nº 4 é uma obra da artista brasileira Lygia Clark. É uma tela de 1957 em composição de tinta industrial sobre madeira.
A obra já foi apresentada na Bienal de Veneza no ano de 1968 e fez parte do acervo de Luiz Buarque de Hollanda. Em agosto de 2013, foi arrematada num leilão na Bolsa de Arte de São Paulo por R$ 5,3 milhões, tornando-se ate aquele momento, a obra mas valiosa de um brasileiro vendida num leilão.